# Effetto geodetico

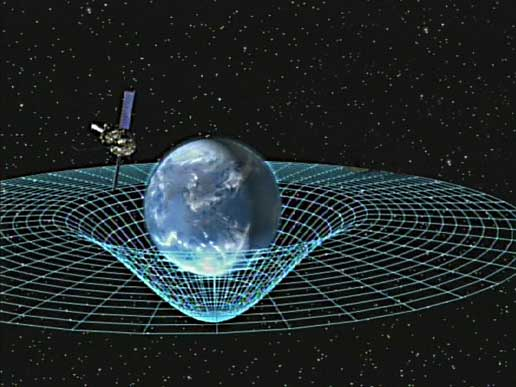
Una rappresentazione dell'effetto geodetico

L'effetto geodetico (conosciuto anche come precessione geodetica, precessione de Sitter o effetto de Sitter) rappresenta l'effetto della curvatura dello spazio-tempo, previsto dalla relatività generale, su un vettore trasportato con un corpo orbitante. Per esempio, il vettore potrebbe essere il momento angolare di un giroscopio orbitante attorno alla Terra, come nell'esperimento Gravity Probe B. L'effetto geodetico venne per prima previsto da Willem de Sitter nel 1916, che fornì correzioni relativistiche per il moto del sistema Terra-Luna. Il lavoro di De Sitter venne ampliato nel 1918 da Jan Schouten e nel 1920 da Adriaan Fokker.
Può essere anche applicato a una particolare precessione secolare delle orbite astronomiche, equivalente alla rotazione del vettore di Laplace-Runge-Lenz.
Il termine effetto geodetico ha due significati leggermente diversi a seconda se il corpo in movimento sia rotante o no. I corpi non rotanti si muovono nelle geodetiche, laddove i corpi rotanti si muovono in orbite leggermente differenti.
La differenza tra la precessione de Sitter e la precessione Lense-Thirring (frame-dragging) è che la prima è dovuta semplicemente alla presenza di una massa centrale, mentre la seconda è causata dalla rotazione di quest'ultima. La precessione complessiva è calcolata combinando la precessione di de Sitter con quella di Lense-Thirring.
La precessione de Sitter consiste dell'effetto cinematico chiamato precessione di Thomas combinata con un effetto geometrico causato dallo spazio-tempo gravitazionalmente curvo.

## Conferma sperimentale
L'effetto geodetico venne verificato con una precisione migliore dello 0,5% dalla Gravity Probe B, un esperimento che misura l'inclinazione dell'asse di rotazione dei giroscopi in orbita intorno alla Terra. I primi risultati vennero resi pubblici il 14 aprile del 2007 al meeting della Società Statunitense di Fisica.

## Formule
Per derivare la precessione, ipotizziamo che il sistema sia in una metrica di Schwarzschild rotante. La metrica non rotante è
{\displaystyle {\boldsymbol {ds}}^{2}=(1-{\frac {2m}{r}})dt^{2}-(1-{\frac {2m}{r}})^{-1}dr^{2}-r^{2}(d\theta ^{2}+\sin ^{2}\theta d\phi '^{2}),}
dove c = 1.
Introduciamo un sistema di coordinate rotante, con una velocità angolare {\displaystyle \omega }, tale che un satellite in un'orbita circolare nel piano θ=π/2 rimanga a riposo. Questo ci dà
{\displaystyle d\phi =d\phi '-\omega dt{\frac {}{}}.}
In questo sistema di coordinate, un osservatore in posizione radiale r osserva un vettore posizionato in r che ruota con frequenza angolare ω. Questo osservatore, però, vede un vettore posizionato in qualche altro valore di r come rotante a una velocità (rate) diversa, a causa della dilatazione del tempo relativistico. Trasformando la metrica di Schwarzschild dentro il sistema rotante, e ipotizzando che {\displaystyle \theta } sia una costante, troviamo
{\displaystyle {\boldsymbol {ds}}^{2}=(1-{\frac {2m}{r}}-r^{2}\beta \omega ^{2})(dt-{\frac {r^{2}\beta \omega }{1-{\frac {2m}{r}}-r^{2}\beta \omega ^{2}}}d\phi )^{2}-(1-{\frac {2m}{r}})^{-1}dr^{2}-{\frac {r^{2}\beta -2mr\beta }{1-{\frac {2m}{r}}-r^{2}\beta \omega ^{2}}}d\phi ^{2}}
con {\displaystyle \beta =\sin(\theta )^{2}}. Per un corpo orbitante nel piano θ=π/2, avremo β=1, e la linea di universo del corpo manterrà  in modo continuo le coordinate spaziali costanti. Adesso, la metrica è nella forma canonica
{\displaystyle {\boldsymbol {ds}}^{2}=e^{2\Phi }\left(dt-w_{i}dx^{i}\right)^{2}-k_{ij}dx^{i}dx^{j}.}
Da questa forma canonica, si può facilmente determinare la velocità (rate) di rotazione di un giroscopio nel tempo proprio
{\displaystyle \Omega ={\frac {\sqrt {2}}{4}}e^{\Phi }[k^{ik}k^{jl}(\omega _{i,j}-\omega _{j,i})(\omega _{k,l}-\omega _{l,k})]^{1/2}={\frac {{\sqrt {\beta }}\omega (r-3m)}{r-2m-\beta \omega ^{2}r^{3}}}={\sqrt {\beta }}\omega .}
dove l'ultima uguaglianza è vera solo per gli osservatori in caduta libera per i quali
non c'è nessuna accelerazione, e quindi {\displaystyle \Phi ,_{i}=0}. Questo porta a
{\displaystyle \Phi ,_{i}={\frac {{\frac {2m}{r^{2}}}-2r\beta \omega ^{2}}{2(1-{\frac {2m}{r}}-r^{2}\beta \omega ^{2})}}=0.}
Da qui, si ricava {\displaystyle \omega },
{\displaystyle \omega ^{2}={\frac {m}{r^{3}\beta }}.}
Questa è essenzialmente la legge di Keplero sui periodi, la quale è relativisticamente esatta quando espressa nei termini della coordinata temporale t di questo particolare sistema di coordinate rotante. Nel sistema rotante, il satellite rimane a riposo, ma un osservatore a bordo del satellite osserva il vettore del momento angolare del giroscopio in precessione alla velocità (rate) ω. Questo osservatore vede ruotare anche le stelle lontane, ma a una velocità leggermente diversa a causa della dilatazione del tempo. Ammettiamo che τ sia il tempo proprio del giroscopio. Dunque
{\displaystyle \Delta \tau =(1-{\frac {2m}{r}}-r^{2}\beta \omega ^{2})^{1/2}dt=(1-{\frac {3m}{r}})^{1/2}dt.}
Il termine -2m/r viene interpretato come dilatazione gravitazionale del tempo, mentre  -m/r aggiuntivo è dovuto alla rotazione di questo sistema di riferimento. Ammettiamo che α' sia la precessione accumulata nel sistema rotante. Dato che {\displaystyle \alpha '=\Omega \Delta \tau }, la precessione nel corso di un'orbita, rispetto alle stelle lontane, è data da:
{\displaystyle \alpha =\alpha '+2\pi =-2\pi {\sqrt {\beta }}{\Bigg (}(1-{\frac {3m}{r}})^{1/2}-1{\Bigg )}.}
Con una serie di Taylor troviamo, al primo ordine
{\displaystyle \alpha \approx {\frac {3\pi m}{r}}{\sqrt {\beta }}={\frac {3\pi m}{r}}\sin(\theta ).}